# جف پاورز
جف پاورز (انگلیسی: Jeff Powers؛ زادهٔ ۲۱ ژانویهٔ ۱۹۸۰) ورزشکار واترپلو اهل ایالات متحده آمریکا است.
وی در مسابقات کشوری و بین‌المللی در مجموع برندهٔ ۱ مدال طلا، ۱ مدال نقره شده‌است.